# Ruine Gaffer Tschinge
Die Ruine Gaffer Tschinge ist die Ruine einer mittelalterlichen Hangburg in der Gemeinde Erlenbach im Simmental im Kanton Bern.

## Lage und Beschreibung
Die Burg stand auf einem 1000 m ü. M. hohen, 12 Meter breiten und 14 Meter langem Fluhabsatz der Latterbachfluh im Weiler Latterbach (früher Portfluh über Außer-Latterbach genannt). Auf der Süd- und Ostseite fällt das Gelände so steil ab, dass die Burg nur von Westen her zugänglich war. Es ist eine steinerne Umfassungsmauer von 11 Meter Breite und 10 Meter Länge erkennbar. Davor erstreckt sich ein 4 m langer und 11 m breiter Burgplatz. Die Ringmauer war ca. 90 cm breit. Im südöstlichen Teil der quadratischen Burg ist es anzunehmen, das dort ein Bergfried stand. Somit wäre die Ruine ähnlich wie die Ruine Strättligen und das ursprüngliche Schloss Wimmis gegliedert: Ein Bergfried umgeben von einer 90 cm dicken Ringmauer. Sodass eine Gründung durch die Freiherren von Strättligen nicht auszuschliessen ist. Heute ist die Burg schwer zugänglich und nur über einen Pfad, der einigen Einheimischen bekannt ist, erreichbar. Unten an der Fluh hat es Eisenringe, an denen die Raubherren früher ihre Pferde angebunden haben, wie einige Talleute berichteten.

## Namensdeutung
Der Name Gaffer Tschinge ist vom Felsvorsprung, auf dem die Burg stand, abzuleiten. Im Altdeutschen bedeutet Tschinge so viel wie Felsen oder Felsvorsprung. Der Begriff Gaffer ist in der heutigen Gassensprache immer noch vorhanden und könnte als Beobachter gedeutet werden. Wahrscheinlicher ist aber die Zuordnung zu den beurkundeten Brüdern Gafertschinken (Gaverschinken).

## Geschichte
Die Burg ist urkundlich nicht verzeichnet. 1277 werden aber Anselm und Burkhard von Gafertschinken in einer Urkunde des Klosters Därstetten als Zeugen genannt. Wahrscheinlich wurde die Burg aber schon früher gebaut, weil zu dieser Zeit das niedere Simmental fest in den Händen der Freiherren von Weissenburg war. Eine Gründung durch die Freiherren von Strättligen, lässt sich aufgrund der Architektur vermuten. Ob die Burg eine Wachfunktion hatte oder ob sie als Fliehburg für die Talbevölkerung diente ist nicht klar. Die Burg stand in Sichtkontakt mit der Burg Grimmenstein und Burg Kronegg bei Diemtigen.  Mehrere Sagen erwähnen die Ruine Gaffer Tschinge als Raubritterburg.
In der Sage von Rosenstein, belagern die Raubherren von Gaffer Tschinge die Burg Heidenmauer und zerstören sie.
In der Sage vom Reiter von Gafertschinken steht, dass der Raubritter noch heute das Tal tyrannisiert und in der Nacht mit seinen Reitern durch die Dörfer des Simmentals reitet.

## Literatur

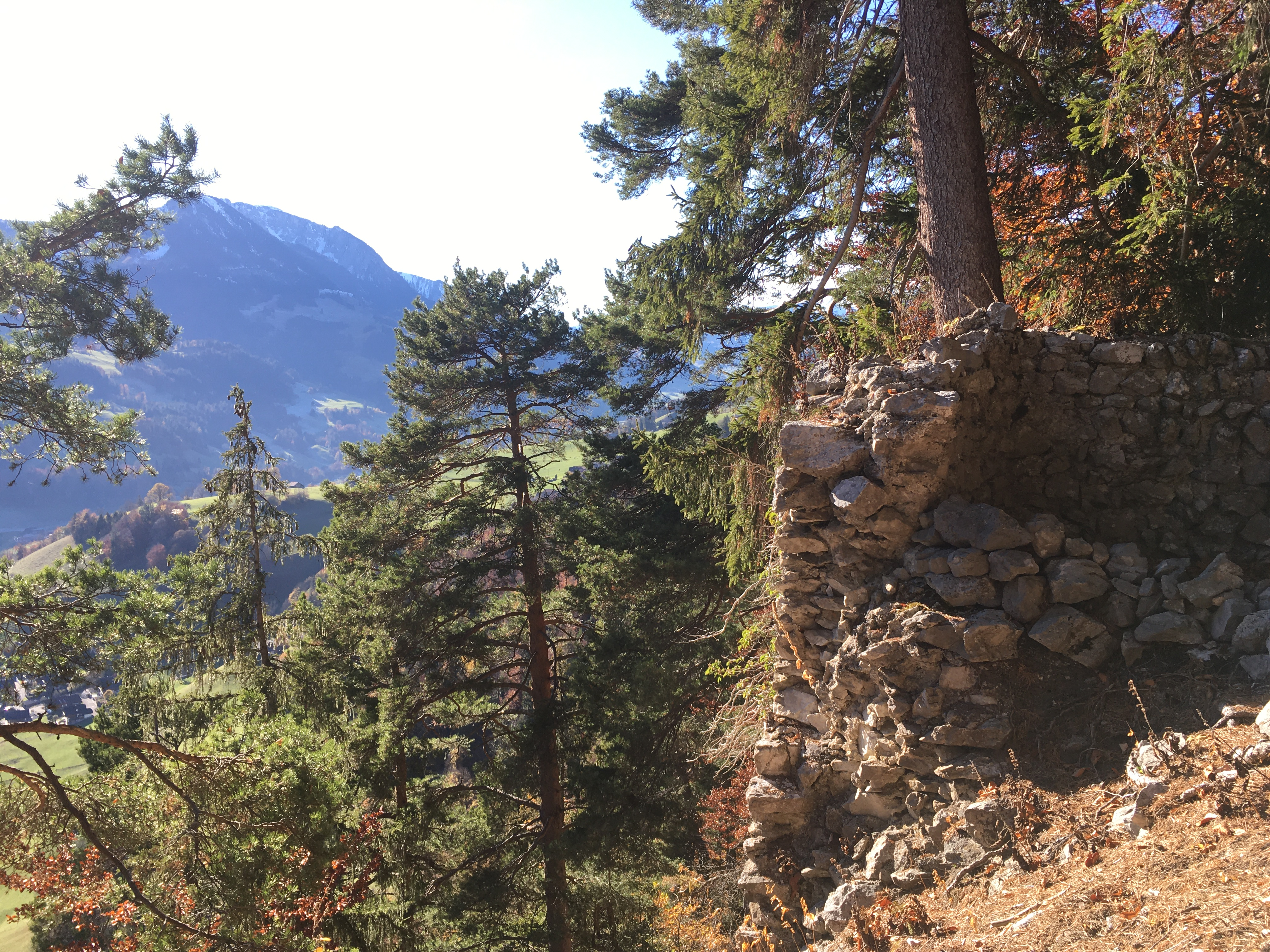
Wirago
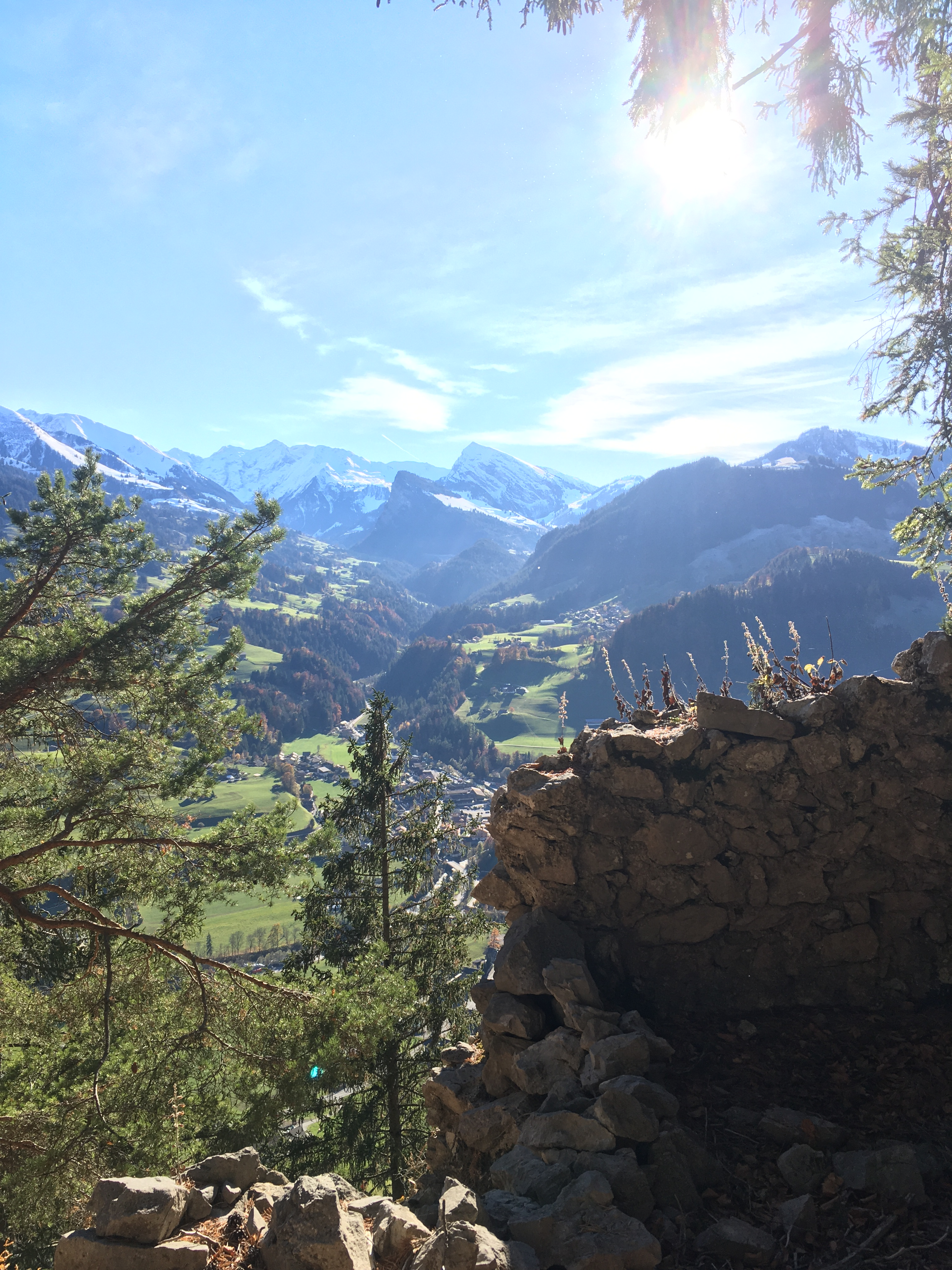
Erlenbach